# غير ملتزم (خيار تصويت)
" غير ملتزم" هو خيار تصويت في بعض الانتخابات التمهيدية الرئاسية في الولايات المتحدة. يتم إدراج هذا الخيار مع أسماء الأفراد الذين يترشحون لهذا المنصب، وغالبًا ما يتم وصفه بأنه "لا شيء مما سبق".  اعتمادًا على العتبات النسبية لكل ولاية وحزب، قد يسمح التصويت غير الملتزم للولايات بإرسال مندوبين غير ملتزمين إلى مؤتمر ترشيح الحزب. 

## العملية
في الولايات المتحدة، يحدد التصويت في الانتخابات التمهيدية الرئاسية لمندوبي الحزب من سيصوتون له في مؤتمر الترشيح. بالنسبة للمصوت، يعني التصويت دون التزام ببساطة عدم إعطائه تعليمات لمندوبه بالتصويت لجهة معينة.  وبموجب قواعد اللجنة الوطنية الديمقراطية، يحصل غير الملتزم على مندوبين إذا حصل الخيار على أكثر من 15% من الأصوات على مستوى الولاية أو أكثر من 15% من الأصوات في دائرة انتخابية للكونغرس. وبموجب قواعد اللجنة الوطنية الجمهورية، فإن القواعد المحلية للأحزاب الجمهورية في الولايات تقرر كيفية استقبال المندوبين غير الملتزمين وما إذا كانوا سيحصلون على ذلك. 

## الحملات البارزة

### 1984: هاواي
في خطوة احتجاجية على قبول ترشح وولتر مونديل وجيسي جاكسون فقط إلى الانتخابات التمهيدية للحزب الديمقراطي في 1984، ناشد المرشح الرئاسي غاري هارت وحاكم هاواي جورج أريوشي الناخبين التصويت بـ"غير ملتزم".

### 2008: ميشيغان
تحظر القواعد الداخلية الفيدرالية للحزب الديمقراطي على أي ولاية، باستثناء أيوا ونيوهامبشاير ونيفادا وكارولينا الجنوبية، عقد الانتخابات التمهيدية قبل الخامس من شباط، أو الثلاثاء الكبير. في تشرين الأول 2007، أقرت هيئة ميشيغان التشريعية المنقسمة مشروع قانون لنقل موعد الانتخابات التمهيدية الرئاسية في الولاية إلى 15 كانون الثاني في محاولة لزيادة نفوذ الولاية في عملية ترشيح المرشحين الرئاسيين.  في 9 تشرين الأول 2007، وفي أعقاب خرق ميشيغان لقواعد اللجنة الوطنية الديمقراطية، انسحب باراك أوباما وبيل ريتشاردسون وجو بايدن وجون إدواردز من تصويت الانتخابات التمهيدية الديمقراطية في ميشيغان.  سعى دينيس كوتشينيتش دون جدوى إلى إزالة اسمه من الاقتراع.  قررت هيلاري كلينتون وكريستوفر دود البقاء في الاقتراع.
في 10 كانون الأول 2007، أصدر الحزب الديمقراطي في ميشيغان بيانًا صحفيًا يفيد بأن الانتخابات التمهيدية ستُعقد في 15 كانون الثاني 2008. وحث البيان الصحفي أيضًا أنصار بايدن وإدواردز وأوباما وريتشاردسون على التصويت "غير ملتزمين" بدلاً من كتابة أسماء مرشحيهم المفضلين. 
في النهاية، حصلت هيلاري كلينتون على 54.61% من الأصوات (328,309 صوتًا)، وحصل غير الملتزمين على 39.61% من الأصوات (238,168 صوتًا)، في حين حصل المرشحون الآخرون على 5.78% من الأصوات (34,742 صوتًا). 

### 2024: ميشيغان، مينيسوتا، واشنطن، ماساتشوستس، هاواي، ميسوري، رود آيلاند، نيوجيرسي وكنتاكي
خلال الانتخابات التمهيدية الرئاسية الديمقراطية في ميشيغان لعام 2024، والانتخابات التمهيدية الرئاسية الديمقراطية في مينيسوتا لعام 2024، والانتخابات التمهيدية الرئاسية الديمقراطية في واشنطن لعام 2024 ، قام العديد من الناشطين والمسؤولين المنتخبين، بما في ذلك عمدة ديربورن عبد الله حمود والممثلة في مجلس النواب رشيدة طليب، بحملات لحث الناخبين على اختيار الخيار غير الملتزم احتجاجًا على تعامل بايدن مع حرب إسرائيل على غزة.   واقترح بعض الأمريكيين الأرمن أيضًا التصويت بعدم الالتزام بشأن تصرفات بايدن المتعلقة بالهجوم الأذربيجاني في ناغورنو كاراباخ عام 2023.  وفي ولاية واشنطن، زكى أكبر اتحاد عمالي في الولاية، وهو اتحاد عمال الأغذية والتجارة، التصويت بغير ملتزم.
وردًا على ذلك، أطلقت مجموعة المناصرة "الأغلبية الديمقراطية من أجل إسرائيل" إعلانات تزعم أن التصويت بغير ملتزم من شأنه أن يضعف بايدن ويدعم دونالد ترامب.  صرحت حاكمة ولاية ميشيغان غريتشن ويتمر أنه على الرغم من اعترافها بـ "الألم" الذي يشعر به الناس بشأن الحرب، إلا أنها لا تزال تشجع الناس على التصويت لصالح بايدن لأن "أي صوت لا يذهب لصالح جو بايدن يدعم ولاية ثانية لترامب". 
في النهاية، في ميشيغان، حصل جو بايدن على 81.1% من الأصوات (618,426 صوتًا)، وحصل غير الملتزمين على 13.3% من الأصوات (101,100 صوتًا)، بينما حصل المرشحون الآخرون على 5.7% من الأصوات (43,171 صوتًا). تجاوزت حصة غير الملتزمين تلك التي كانت ضد باراك أوباما في عام 2012، وهي أحدث حملة إعادة انتخاب سابقة لرئيس ديمقراطي (على الرغم من أنها كانت في عام 2012 عبارة عن مؤتمر حزبي وليس انتخابات أولية). وفي ولاية مينيسوتا، حصل غير الملتزمين على حصة أكبر من الأصوات، بنسبة 18.9%، في حين تقلصت نسبة بايدن إلى 70.6%.

## نتائج ملحوظة منذ عام 2008
فيما يلي قائمة بالانتخابات التمهيدية الرئاسية منذ عام 2008 حيث حصل غير الملتزمين على أكثر من 5% من الأصوات الشعبية:

### 2008
| أساسي                                               | الفائز الأساسي | الأصوات | النسبة من التصويت الشعبي | المندوبون غير الملتزمين | مرجع   |
| --------------------------------------------------- | -------------- | ------- | ------------------------ | ----------------------- | ------ |
| الانتخابات التمهيدية للحزب الديمقراطي في ميشيغان    | هيلاري كلينتون | 238,168 | 39.61%                   | 0                       | [ 20 ] |
| المؤتمر الحزبي الجمهوري في جزر فيرجن الأمريكية      | جون ماكين      | 153     | 47.2%                    | 6                       | [ 21 ] |
| الانتخابات التمهيدية للحزب الجمهوري في كنتاكي       | جون ماكين      | 10,755  | 5.44%                    | 0                       | [ 22 ] |
| الانتخابات التمهيدية للحزب الجمهوري في ولاية أيداهو | جون ماكين      | 8,325   | 6.63%                    | 1                       | [ 23 ] |

### 2016
| أساسي                                           | الفائز بالانتخابات التمهيدية | الأصوات | النسبة من التصويت الشعبي | المندوبون غير الملتزمين | مرجع   |
| ----------------------------------------------- | ---------------------------- | ------- | ------------------------ | ----------------------- | ------ |
| المؤتمر الحزبي الجمهوري في جزر فيرجن الأمريكية  | تيد كروز                     | 1,063   | 65.3%                    | 1                       | [ 24 ] |
| المؤتمر الديمقراطي لجزر ماريانا الشمالية        | هيلاري كلينتون               | 22      | 11.64%                   | 0                       | [ 25 ] |
| الانتخابات التمهيدية للحزب الديمقراطي في كنتاكي | هيلاري كلينتون               | 24,104  | 5.30%                    | 0                       | [ 26 ] |

### 2020
| الانتخابات                                            | الفائز بالانتخابات التمهيدية | الأصوات | النسبة من التصويت الشعبي | المندوبون غير الملتزمين | مرجع   |
| ----------------------------------------------------- | ---------------------------- | ------- | ------------------------ | ----------------------- | ------ |
| الانتخابات التمهيدية للحزب الديمقراطي في كنتاكي       | جو بايدن                     | 58,364  | 10.85%                   | 2                       | [ 27 ] |
| الانتخابات التمهيدية للحزب الجمهوري في مونتانا        | دونالد ترامب                 | 13,184  | 6.18%                    | 0                       | [ 28 ] |
| الانتخابات التمهيدية للحزب الجمهوري في نيو مكسيكو     | دونالد ترامب                 | 13,809  | 8.75%                    | 0                       | [ 29 ] |
| الانتخابات التمهيدية للحزب الجمهوري في كنتاكي         | دونالد ترامب                 | 57,283  | 13.35%                   | 0                       | [ 30 ] |
| الانتخابات التمهيدية للحزب الجمهوري في ولاية كونيتيكت | دونالد ترامب                 | 12,994  | 14.21%                   | 0                       | [ 31 ] |

### 2024
شهدت انتخابات 2024 زخما كبيرا لحملة غير ملتزم بسبب الحرب الإسرائيلية على غزة. قامت مجموعة من العرب الأمريكيين بقيادة عباس علوية وليلى العبد بإنشاء الحركة لمطالبة جو بايدن وبعده كامالا هاريس بوقف إطلاق النار ووقف تسليح إسرائيل.
| التمهيديات                                         | الفائز       | عدد الأصوات | النسبة من المصوتين | عدد المندوبين غير الملتزمين | المصدر |
| -------------------------------------------------- | ------------ | ----------- | ------------------ | --------------------------- | ------ |
| تمهيديات نيفادا للحزب الجمهوري                     | نيكي هيلي    | 50,763      | 63.30%             | 0                           | [ 33 ] |
| تمهيديات كنزاس للحزب الجمهوري                      | دونالد ترامب | 4,886       | 5.2%               | 0                           | [ 34 ] |
| تمهيديات نيفادا للحزب الديمقراطي                   | جو بايدن     | 7,448       | 5.81%              | 0                           | [ 35 ] |
| تمهيديات ميشيغن للحزب الديمقراطي                   | جو بايدن     | 101,436     | 13.21%             | 2                           | [ 36 ] |
| تمهيديات ألاباما للحزب الديمقراطي                  | جو بايدن     | 11,213      | 6%                 | 0                           | [ 37 ] |
| تمهيديات كولورادو للحزب الديمقراطي                 | جو بايدن     | 43,439      | 8.1%               | 0                           | [ 38 ] |
| تمهيديات ماساتشوستس للحزب الديمقراطي               | جو بايدن     | 58,462      | 9.4%               | 1                           | [ 39 ] |
| تمهيديات مينيسوتا للحزب الديمقراطي                 | جو بايدن     | 45,913      | 18.9%              | 11                          | [ 40 ] |
| تمهيديات كارولينا الشمالية للحزب الديمقراطي        | جو بايدن     | 88,021      | 12.7%              | 0                           | [ 41 ] |
| تمهيديات تينيسي للحزب الديمقراطي                   | جو بايدن     | 10,464      | 7.9%               | 0                           | [ 42 ] |
| تمهيديات هاواي للحزب الديمقراطي                    | جو بايدن     | 455         | 29.1%              | 7                           | [ 43 ] |
| تمهيديات المواطنين في الخارج للحزب الديمقراطي 2024 | جو بايدن     | 1,136       | 13.2%              | 0                           | [ 44 ] |
| تمهيديات واشنطن للحزب الديمقراطي                   | جو بايدن     | 89,753      | 9.8%               | 2                           | [ 45 ] |
| تمهيديات كنزاس للحزب الديمقراطي                    | جو بايدن     | 4,286       | 10.3%              | 0                           | [ 46 ] |
| تمهيديات ميزوري للحزب الديمقراطي                   | جو بايدن     | 2,229       | 11.7%              | 3                           | [ 47 ] |
| تمهيديات كونيتيكت للحزب الديمقراطي                 | جو بايدن     | 7,492       | 11.5%              | 0                           | [ 48 ] |
| تمهيديات رود آيلاند للحزب الديمقراطي               | جو بايدن     | 3,732       | 14.9%              | 1                           | [ 49 ] |
| تمهيديات ويسكونسن للحزب الديمقراطي                 | جو بايدن     | 48,162      | 8.3%               | 0                           | [ 50 ] |
| تمهيديات ميريلاند للحزب الديمقراطي                 | جو بايدن     | 63,743      | 9.7%               | 0                           | [ 51 ] |
| تمهيديات كنتاكي للحزب الديمقراطي                   | جو بايدن     | 32,908      | 17.9%              | 8                           | [ 52 ] |
| تمهيديات نيوجيرزي للحزب الديمقراطي                 | جو بايدن     | 43,758      | 8.9%               | 1                           | [ 53 ] |

## مسابقات ترشيح الرئاسة مع خيارات غير محددة
اعتبارًا من عام 2024، أصبحت الولايات القضائية التالية لديها خيارات تصويت غير ملتزمة في مسابقة ترشيح الرئيس: